# Drillia euchroes
Drillia euchroes è una specie di mollusco gasteropode marino della famiglia dei Drilliidae.

## Descrizione
La lunghezza del guscio raggiunge i 16 mm, il suo diametro è di 4,5 mm.

## Distribuzione
Questa specie marina si trova nel Golfo Persico.